# Familia Durazzo
Los Durazzo eran una familia noble italiana de origen albanés, originaria de la ciudad de Durrës en Albania .  La familia Durazzo ayudó a la República de Génova en el desarrollo de muchas ciudades. La familia Durazzo donó nueve " Dux " a la ciudad de Génova . Aún existentes, los representantes de esta familia viven en Génova, el Principado de Mónaco y Roma .

## Miembros
- Clelia Durazzo Grimaldi (1760-1830), botánica
- Giacomo Durazzo (1717-1794), diplomático y hombre de teatro
- Giacomo Filippo Durazzo III (1729-1812), naturalista y bibliófilo
- it:Girolamo Luigi Durazzo (1739-1809), político
- Stefano Durazzo (1594-1667), cardenal y arzobispo de Génova
- Giovanni Battista Durazzo (1565-1642), 104º dux de la República de Génova y rey de Córcega

## Palacios
- Villa Di Negro Rosazza dello Scoglietto